# Osinj
Osinj – bezludna wyspa w Chorwacji, na Morzu Adriatyckim, przy Delcie Neretwy.
Leży naprzeciwko miejscowości Blace. Na wyspie znajdują się ruiny bizantyjskich fortyfikacji oraz wczesnochrześcijańskiego kościoła.